# Cnodalia
Cnodalia là một chi nhện trong họ Araneidae.